# فود امپوریم
فود امپوریم (انگلیسی: The Food Emporium) شرکت خرده‌فروشی آمریکایی است، که در سال ۱۹۱۹ توسط لوئیس دایچ تأسیس شد.